# トーンエーク
トーンエークもしくはトーンエック (タイ語: ทองเอก, 発音 [tʰɔ̄ːŋ ʔèːk], Thong ek) はタイの卵黄入り練り菓子で、タイにおける九種の縁起菓子の一つ。黄金色の生地で様々な花を象り、金箔を一片載せて飾りとしたものである。昇進を祝う儀礼などの特別な機会によく食べられる。
トーンエークをジャーモンクットと呼ぶこともあるが、本来はまったく異なる菓子である。

## 文化的背景
タイ語で「トーン (Thong)」は「金」を、「エーク (Ek)」は「最高の」を意味する。トーンエークを祝いの儀礼に用いたり年長者への贈り物にすると金運が開け、仕事面でも大成してその道の第一人者になれると信じられている。
タイの結婚式では縁起のいい数とされる9種類の縁起菓子をふるまう習慣があり、トーンエークのほか「トーン」と名の付く金色の菓子がしばしば用いられる。花の形のトーンイップ、涙滴型のトーンヨート、フォーイトーン（鶏卵素麺）はいずれも卵黄のシロップ煮である。

## 歴史
トーンエークは卵を主原料とするいくつかの菓子（トーンイップ、トーンヨート、フォーイトーン、サンカヤー、モーケン）と親戚関係にある。これらの成立には、アユタヤ朝のナーラーイ王の時代に、日本とポルトガルの血を引くターオ・トーンキープマー（マリー・ギマルド）が大きな役割を果たした。源流となったのは、卵黄と砂糖を主材料とするポルトガルの菓子、オヴォシュ・モーレシュである。ギマルドはポルトガルの製菓技術をタイのそれと組み合わせ、精緻な工程によって材料に繊細な風味や香り、色彩と見た目を与えるとともに、菓子の種類ごとに様々な美しいデコレーションを作り出した。タイで菓子作りに卵が使用されるようになったのはアユタヤ朝のことだという。

## 作り方
砂糖、ココナッツミルク、小麦粉と卵黄を混ぜて布で濾し、混ぜながらごく弱い火で1時間、もしくはそれ以上煮詰める。粘りが出てきたら、冷ましてから型に詰めて花の形を作る。金箔の小片で飾りつけ、香料入りのロウソクで燻して香りをつけると完成である。金箔は一般の製菓材料店や仏具店で手に入る。タイでは卵の生臭さが好まれないため、ジャスミンなどの花の香りをつけることが多い。卵には鶏卵より発色の良いアヒルの卵が好まれる。